# Canon en re mayor de Pachelbel

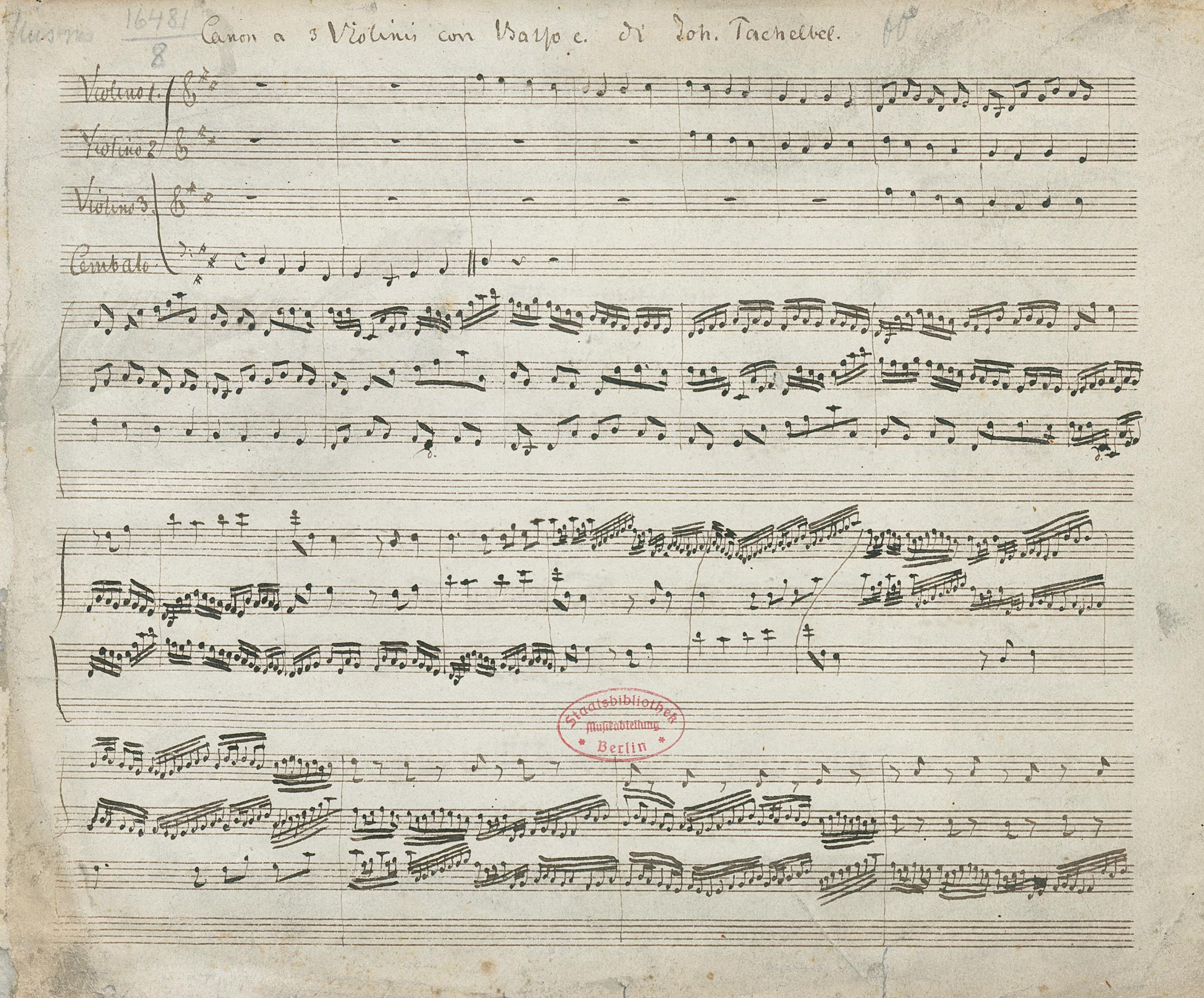
Copia más antigua que sobrevive de Canon y giga en re mayor de Johann Pachelbel.

El Canon y giga en re mayor para tres violines y bajo continuo (en alemán: Kanon und Gigue in D-Dur für drei Violinen und Basso Continuo) también conocido simplemente como Canon, es la obra más conocida del compositor alemán de música barroca Johann Pachelbel. 
Pachelbel compuso esta obra alrededor de 1680, siendo originalmente una obra de música de cámara para tres violines y bajo continuo; posteriormente se han realizado arreglos para una gran variedad de instrumentos y conjuntos. Originalmente, una giga en la misma tonalidad (re mayor) sigue al canon, pero esta última danza se ejecuta o graba con mucha menos frecuencia. El Canon es muy conocido por la progresión armónica de los instrumentos de cuerda, que lo han convertido en una de las piezas más reutilizadas en la música académica contemporánea y en el rock.
El Canon suele incluirse en compilaciones musicales con otras piezas de la época barroca junto con el llamado Adagio de Tomaso Albinoni (arreglado por Remo Giazotto) y el Aria en re mayor de la Suite n.º 3 en re mayor de Johann Sebastian Bach; también se utiliza frecuentemente en las celebraciones de bodas.

## Estructura
La versión original es interpretada por tres violines que tocan sobre la melodía de fondo del contrabajo. Al inicio, el bajo solo toca dos compases, que, de acuerdo a la técnica del bajo continuo, se interpreta con el acorde. Al principio, el primer violín ejecuta la primera variación. Al llegar al final, comienza la segunda variación, mientras que el segundo violín arranca con la primera variación. Al final de la segunda variación, el primer violín comienza la tercera variación, el segundo la segunda, el tercero la primera, y se sigue esa pauta. La complejidad de la estructura del Canon aumenta hacia la parte central de la pieza cuando las variaciones se van haciendo más complejas. Después, la pieza vuelve gradualmente a una estructura menos compleja. En total hay veintiocho variaciones. El Canon es relativamente simple y no utiliza, por ejemplo, aumentos o disminuciones del ritmo.

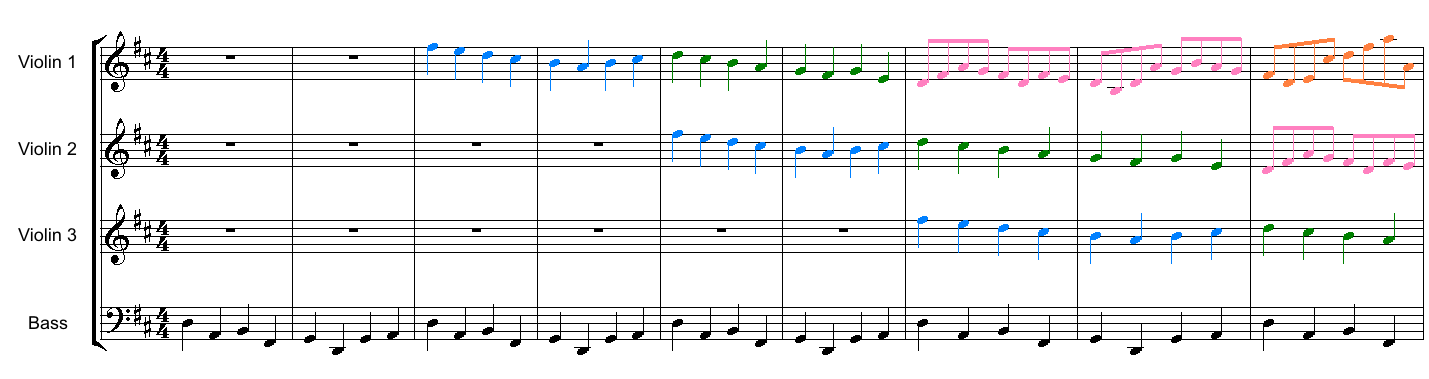
Los nueve primeros compases del Canon en re mayor: los violines tocan el Canon a tres voces por encima de la línea de bajo que interpreta el motivo central. Los colores se utilizan para indicar las variaciones individuales, de las que se muestran aquí 3 de las 28.

Aunque la obra es denominada como Canon en re mayor se refiere únicamente a una parte de su estructura. Si bien es un canon perfecto o cerrado a tres voces (una forma polifónica previa a la fuga), posee las características de otra forma musical barroca (tema con variaciones) que usaron danzas en tiempos ternarios como la chacona o el pasacalle. En conclusión, esta obra está estructurada como canon, tema con variaciones, y además está basada, tanto armónica como estructuralmente, sobre un diseño melódico ostinato (repetitivo) que se repite durante toda la composición en la línea de bajo de dos compases:
Este mismo ostinato se repite 31 veces. Los acordes de la pieza son: re mayor (tónica), la mayor (dominante), si menor (tónica paralela), fa♯ menor (dominante paralela), sol mayor (subdominante), re mayor (tónica), sol mayor (subdominante), la mayor (dominante). La progresión de acordes es I V vi iii IV I IV V.
Esta secuencia o similares se pueden ver en otros cánones de música clásica. Wolfgang Amadeus Mozart utilizó esa secuencia en un pasaje de La flauta mágica (1791). Joseph Haydn podría haberse inspirado también en la secuencia para su Minueto para cuarteto de cuerdas op. 50 n.º 2, compuesto en 1785. Sin embargo, estos pasajes de Haydn y Mozart no concuerdan exactamente con el de Pachelbel, siendo ambos diferentes en los dos últimos compases.